# Scharrenberg (Bergisch Gladbach)
Scharrenberg ist ein Wohnplatz und ehemalige Mühle im Stadtteil Schildgen von Bergisch Gladbach.

## Lage und Beschreibung
Die Ortslage liegt südlich der L 101 am Ende von Schildgen Richtung Odenthal.

## Geschichte
Die Ortslage entwickelte sich um die gleichnamige Scharrenberg-Mühle, auch Hovermühle genannt. Die dem Hoverhof zugehörige Mühle bestand seit mindestens 1278. Neben der Hovermühle wurde 1850 in der Nähe noch eine weitere Mühle, die Neumühle errichtet. Stand 1998 sind noch das Gebäude und Teile des Mühlwerkes der Hovermühle erhalten. Von der Neumühle ist nichts mehr erhalten.
Aus einer erhaltenen Steuerliste von 1586 geht hervor, dass die Ortschaft Teil der Honschaft Grimßgewalt im Kirchspiel Odenthal war.
Die Topographia Ducatus Montani des Erich Philipp Ploennies, Blatt Amt Miselohe, belegt, dass der Wohnplatz 1715 als Hof kategorisiert wurde und mit Scharrenberg bezeichnet wurde. Carl Friedrich von Wiebeking benennt die Hofschaft auf seiner Charte des Herzogthums Berg 1789 als Scharberg. Aus ihr geht hervor, dass sie zu dieser Zeit Teil des Unterkirchspiels Unterodenthal in der Herrschaft Odenthal war.
Unter der französischen Verwaltung zwischen 1806 und 1813 wurde die Herrschaft aufgelöst. Scharrenberg wurde politisch der Mairie Odenthal im Kanton Bensberg zugeordnet. 1816 wandelten die Preußen die Mairie zur Bürgermeisterei Odenthal im Kreis Mülheim am Rhein.
Der Ort ist ab der Topographischen Aufnahme der Rheinlande von 1824 auf Messtischblättern regelmäßig als Scharrenberg oder ohne Namen verzeichnet.
Scharrenberg war seit jeher Teil der katholischen Pfarrgemeinde Odenthal bis zur Abpfarrung von Schildgen. Im Zuge der kommunalen Neugliederung kam Scharrenberg 1975 mit Schildgen zur Stadt Bergisch Gladbach.
1828 wurde die Scharrenberg-Mühle zusammen mit den Mühlen Hollandsmühle, Funkenhof und Stein mit insgesamt 69 Einwohnern erwähnt.
| Jahr | Einwohner | Wohn- gebäude | Kategorie                |
| ---- | --------- | ------------- | ------------------------ |
| 1822 | 16        |               | Mühle                    |
| 1845 | 39        | 4             | Ackergut und Wassermühle |
| 1871 | 25        | 4             | Hofstelle                |
| 1885 | 19        | 4             | Wohnplatz                |
| 1895 | 37        | 6             | Wohnplatz                |
| 1905 | 24        | 4             | Wohnplatz                |

## Denkmal
Teile der ehemaligen Mühle gehören zum Bodendenkmal Hoverhof.